# Club Deportivo Tenerife 2008-2009
Questa voce raccoglie le informazioni riguardanti il Club Deportivo Tenerife nelle competizioni ufficiali della stagione 2009-2009.

## Maglie e sponsor
| Casa | Trasferta |

Sponsor ufficiale: Caja Canarias
Fornitore tecnico: Puma

## Rosa

### Rosa 2008-2009
| N. |                   | Ruolo | Calciatore        |
| -- | ----------------- | ----- | ----------------- |
| 1  | Spagna (bandiera) | P     | Luis García       |
| 2  | Spagna (bandiera) | D     | Marc Bertrán      |
| 3  | Spagna (bandiera) | D     | Héctor Sánchez    |
| 4  | Spagna (bandiera) | D     | Rafael Clavero    |
| 5  | Spagna (bandiera) | C     | Manolo Martínez   |
| 6  | Spagna (bandiera) | D     | Pablo Sicilia     |
| 7  | Spagna (bandiera) | A     | Nino              |
| 8  | Spagna (bandiera) | C     | Ricardo León      |
| 9  | Spagna (bandiera) | A     | Ángel             |
| 10 | Spagna (bandiera) | C     | Ayoze García      |
| 11 | Spagna (bandiera) | A     | Cristo Marrero    |
| 13 | Spagna (bandiera) | P     | Sergio Aragoneses |

| N. |                      | Ruolo | Calciatore            |  |
| -- | -------------------- | ----- | --------------------- |  |
| 14 | Camerun (bandiera)   | C     | Daniel Ngom Kome      |  |
| 15 | Spagna (bandiera)    | C     | Iriome González       |  |
| 16 | Spagna (bandiera)    | A     | Gaizka Saizar         |  |
| 17 | Spagna (bandiera)    | C     | Juanlu Hens           |  |
| 18 | Spagna (bandiera)    | C     | Óscar Pérez           |  |
| 19 | Argentina (bandiera) | D     | Ezequiel Luna         |  |
| 20 | Spagna (bandiera)    | A     | Ricardo Pérez         |  |
| 21 | Spagna (bandiera)    | C     | Alejandro Alfaro      |  |
| 22 | Spagna (bandiera)    | D     | Pablo Cendrós         |  |
| 23 | Spagna (bandiera)    | C     | Mikel Alonso          |  |
| 24 | Spagna (bandiera)    | D     | José Antonio Culebras |  |
|    | Spagna (bandiera)    | D     | Juanma                |  |

## Risultati

### Coppa del Re 2009-2009
Template:Calcio in Spagna 2008-2009